# Піляєв Валентин Антонович
Валентин Антонович Піляєв (1919, село Лебедки, тепер Должанського району Орловської області, Російська Федерація — 1986) — український радянський діяч, начальник Радянського Дунайського пароплавства. Депутат Верховної Ради УРСР 8—9-го скликань.

## Біографія
Народився у селянській родині.
Освіта вища. У 1942 році закінчив Горьковський інститут інженерів водного транспорту РРФСР.
З 1942 по 1947 рік — у Червоній армії. Служив помічником військового коменданта, військовим диспетчером у різних містах СРСР та за кордоном.
У 1947—1950 р. — заступник начальника, начальник агентства Радянського Дунайського пароплавства у Федеративній Народній Республіці Югославії.
У 1950—1966 р. — старший інженер відділу портів, начальник планового відділу, заступник начальника Радянського Дунайського пароплавства.
Член КПРС з 1953 року.
У 1966—1977 р. — начальник Радянського Дунайського пароплавства.

## Нагороди
- орден Леніна
- орден Трудового Червоного Прапора
- медалі